# Lambert från Hersfeld
Lambert från Hersfeld, död efter 1078 i benediktinklostret Hersfeld, var en tysk krönikeskrivare.
Lambert omtalas först på 1400-talet och skall 1058 ha blivit munk. Hans första verk var en biografi över Lullus, Vita Lulli; brottstycken finns även bevarade av en historia över hans eget kloster. Hans huvudarbete är emellertid Annales, utgivet 1525, bäst av Oswald Holder-Egger 1894 i Lamperti monachi Hersfeldensis opera (översatt till tyska av Ludwig Friedrich Hesse, 1855; ny upplaga 1883). Denna krönika utgör till 1039 blott utdrag av äldre annaler: från 1040 utgör den en självständig framställning, som från 1069 skildrar händelserna mycket utförligt. Arbetet är skickligt komponerad och välskrivet, men opålitligt och partiskt (mot Henrik IV), och författaren har ej varit invigd i tilldragelsernas inre sammanhang. Trots dessa brister har Lamberts verk dock stor betydelse som källskrift.